# Девра
Девра (груз. დევრა) — село в Грузії.
За даними перепису населення 2014 року в селі проживає 36 осіб.